# Yabuuchi Kiyoshi
Yabuuchi Kiyoshi est un nom japonais traditionnel ; le nom de famille (ou le nom d'école), Yabuuchi, précède donc le prénom (ou le nom d'artiste) Kiyoshi.
Yabuuchi Kiyoshi (薮内 清, Yabūchi Kiyoshi), né le 12 février 1906 et mort le 2 juin 2000, souvent orthographié en Kunrei Kiyosi Yabuuti, est un historien des sciences japonais. Il est considéré comme un pionnier dans le domaine de l'histoire des mathématiques et de l'astronomie chinoises.

## Biographie

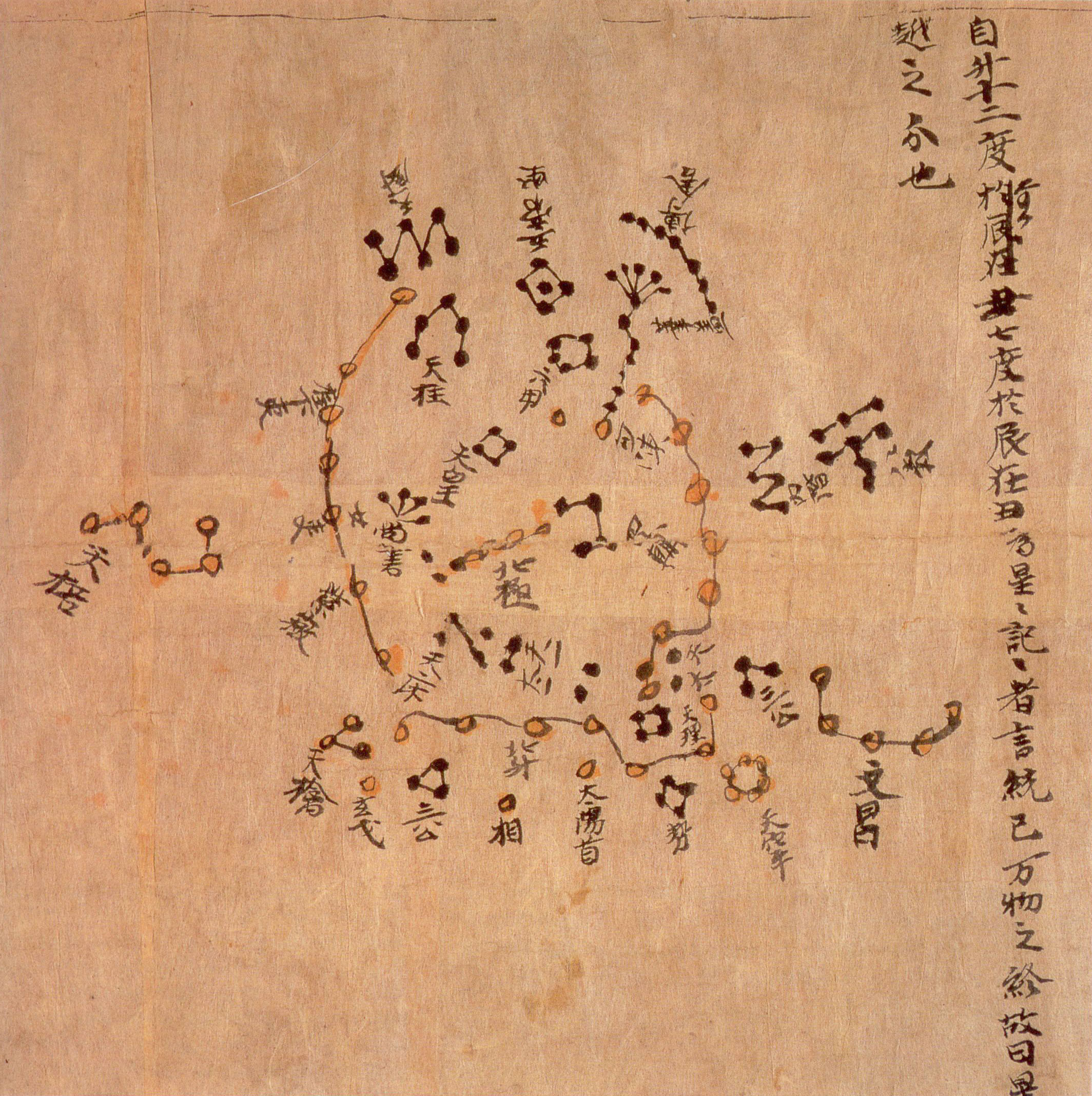
Carte chinoise ancienne des étoiles, vers 700 apr. J.-C.

Yabuuchi a enseigné à l'université de Kyoto. Son œuvre la plus connue sur l'histoire des mathématiques chinoises, Une histoire des mathématiques chinoises, a été traduite en français par Kaoru Baba et Catherine Jami. Dans ses recherches intensives sur l'histoire de l'astronomie chinoise, il a notamment examiné les influences de l'astronomie arabe et les relations entre l'astronomie indienne et l'astronomie chinoise. Par ses travaux Yabuuchi est — bien que moins lu — souvent comparé à Joseph Needham et, en 2001, dans le volume 2 de SCIAMVS : Sources and Commentaries in Exact Sciences, Michio Yano a souligné de fortes similitudes avec la méthodologie du mathématicien et historien des sciences Otto Eduard Neugebauer :

« À bien des égards, j'ai trouvé des similitudes entre Neugebauer et Yabuuti. Tous deux étaient très compétents en mathématiques et leurs connaissances mathématiques les ont conduits à d'importantes découvertes en histoire des sciences exactes avant même de lire les textes originaux. Cependant, tous deux ont demandé une collaboration avec ceux qui connaissaient les langues concernées afin d'appliquer la même méthode rigoureuse à l'histoire qu'aux sciences exactes. »

## Prix et distinctions
En 1969, il a reçu le prestigieux prix Asahi ; en 1972 Yabuuchi est lauréat de la médaille George Sarton, la plus haute récompense prestigieuse en histoire des sciences décerbée par la History of Science Society (HSS) fondée par George Sarton et Lawrence Joseph Henderson. En l'honneur du scientifique et à la suggestion de son élève Kiichiro Hurukawa, l'astéroïde no 2652, découvert par Karl Wilhelm Reinmuth en 1953, porte le nom de (2652) Yabuuti.

## Publications (sélection)
- Indian and Arabian astronomy in China. Dans: Silver Jubilee Volume of the Zinbun-Kagaku-Kenkyusyo Kyoto University, Kyoto 1954, p. 585.
- Comparative Aspects of the Introduction of Western Astronomy into China and Japan, Sixteenth to Nineteenth Centuries. Dans: Chung Chi Journal, mai 1968, vol. 7, no 2, p. 155f.
- Yabuuchi Kiyoshi (trad. du japonais par Kaoru Baba et Catherine Jami), Une histoire des mathématiques chinoises, Paris, Belin, coll. « Regards sur la science », 2000, 191 p. (ISBN 2-7011-2404-2).
  - Alexeï Volkov, « Review of Une histoire des mathématiques chinoises (A History of Chinese Mathematics) », East Asian Science, Technology, and Medicine, no 18,‎ 2001, p. 112–118 (ISSN 1562-918X, JSTOR 43150960, lire en ligne)
- Avec Nathan Sivin et Shigeru Nakayama, Granting the Seasons: The Chinese Astronomical Reform of 1280, With a Study of Its Many Dimensions and a Translation of Its Records, Springer Verlag, Berlin Heidelberg, 2008,  (ISBN 978-0-387-78955-2).